# Ustjurt
Ustjurt ili Ust-Jurt (kazački: Üstirt, turkmenski: Üstyurt — ravno brdo, visoravan) je srednjoazijska prekogranična glinena pustinja koju dijele Turkmenistan, Uzbekistan i Kazahstan.
Polunomadsko stanovništvo visoravni uzgaja ovce, koze i deve.

## Geografija
Ustyurt se nalazi između Mrtvog Kultuka, poluotoka Mangišlak i zaljeva Kara-Bogaz-Gola Kaspijskog jezera na zapadu, te Aralskog jezera, delte Amu-Darja i jezera Sarigamiš na istoku.
Prostire se na otprilike 200,000 km2, s prosječnom nadmorskom visinom od 150 m. Njegova najviša točka penje se na 370 m na jugozapadu. Na svom sjeveroistočnom rubu strmo se spušta do Aralskog jezera i okolne ravnice.
Visoravan Ustjurt omeđena je strmim liticama koje se gotovo posvuda nazivaju pukotinama. Na istoku je to bivša zapadna obala Aralskog jezera, na jugu se njezina pukotina lomi na aluvijalnu nizinu Kunja-Darja (Kunâ-Darʹâ) i dolinu Uzboj, na zapadu na Karynyaryk depresiju i na Karakum sjevernog Kaspijskog jezera pijeska, a na sjeveru do Kaspijske depresije. Ustjurtske pukotine često imaju raznobojne slojeve, s bojama blijedo ružičaste, plave, prozirno bijele itd., i mogu oblikovati otmjene krajolike.

## Zaštićena područja
Kazahstan je stvorio Prirodni rezervat Ustjurt (223.300 hektara) u srpnju 1984. na jugu okruga Mangystausky u regiji Eralievsky. Čuva rijetku faunu i floru kao što su ustjurtska planinska ovca i antilope Sajga. Među njegovim obilježjima su planina Šerkala i konkrecije pronađene u Torišu ('Dolina kuglica') u blizini grada Šetpe.

## Vanjske poveznice
|  | Zajednički poslužitelj ima još gradiva o temi Ustjurt |

- Hundreds of desert kites in the Ustyurt. Nat. Geographic